# People Need Love
A People Need Love című dal a svéd ABBA első 1972. június 1-én megjelent kislemeze, ahol még mint Björn & Benny, Agnetha & Anni-Frid szerepelnek. A dal a csapat első albumán a Ring Ring jelent meg 1973-ban.

## Megjelenések
7"  Svédország Polar – POS 1156
- People Need Love – 2:44
- Merry-Go-Round (En Karusell) – 3:24

## A dalról
A People Need Love című ballada egy jobb világ megteremtéséről, valamint az emberi kapcsolatokról szól, hogy az emberek adhatnak egymásnak bármit, hogy megkönnyítsék életüket.
A dalt Björn és Benny írták, Agnetha és Anni-Frid csupán mint női vokalisták közreműködtek a dalban. Eredetileg a dal, mint Björn & Benny duó néven jelent volna meg, azonban a közönség reakciója váratlan siker volt a női vokált illetően.
A kislemez a svéd Tio I Topp listán a  3. helyezést érte el, az amerikai Casbox kislemezlistán a 114, míg a World Singles Chart kislemezlistán a 117. helyet érte el.  A dal az Egyesült Államokban a Playboy Records kiadónál jelent meg. Stig Anderson, az ABBA vezetője szerint a dal nagyobb sláger lehetett volna, ha a terjesztés korlátlan, így a kiskereskedők és a rádiós műsorvezetők nagyobb számban jutnak a kislemezhez.

## Slágerlista
| Slágerlista (1972)                                          | Helyezés |
| ----------------------------------------------------------- | -------- |
| Svédország Tio i Topp                                       | 3        |
| Svédország Swedish Combined Singles/Albums Chart            | 17       |
| Amerikai Egyesült Államok Cashbox Singles Chart – U.S.      | 114      |
| Amerikai Egyesült Államok Record World Singles Chart – U.S. | 117      |

## Feldolgozások
A svéd coutry együttes, a Nashville Train 1977-ben saját ABBA Our Way című albumukon adta ki a dalt saját stílusukban. A dalt szintén a Polar Music kiadó adta ki Svédországban, mint az ABBA lemezeket.